# Golriz Ghahraman
Pour les articles homonymes, voir Ghahraman.
Golriz Ghahraman (en perse: گلریز قهرمان) née en 1981 à Mechhed est une femme politique néo-zélandaise d'origine iranienne. Elle est membre du Parlement néo-zélandais pour le Parti vert entre 2017 et 2024. Elle est la première réfugiée à avoir été élue à ce poste en Nouvelle-Zélande. Elle démissionne à la suite d'une affaire de vols à l'étalage.

## Biographie
Golriz Ghahraman grandit en Iran pendant la guerre entre l'Iran et l'Irak auprès d'un père ingénieur agronome spécialisé dans la recherche liée aux biocarburants et d'une mère au foyer formée à la pédopsychologie. À la fin de la guerre en 1988, les frontières de l'Iran s'ouvrent, donnant la possibilité à la famille Ghahraman de fuir à l'étranger. Elle prétend auprès du gouvernement iranien qu'elle part en Malaisie pour les vacances puis prend un vol vers les îles Fidji avec une escale en Nouvelle-Zélande. La famille Ghahraman s'arrête à Auckland et demande l'asile comme réfugiés depuis l'aéroport. Sa demande est acceptée et elle est autorisée à s'installer dans la région de West Auckland. Golriz Ghahraman est alors âgée de neuf ans et scolarisée à l'Auckland Girls' Grammar avec une majorité d'écoliers d'origine polynésienne. Dans ses souvenirs, l'accueil des Néo-Zélandais à son arrivée a été particulièrement chaleureux,,,. Dans leur pays d'accueil, les parents de Golriz Ghahraman ne pratiquent plus leurs anciennes professions. Ils ouvrent plusieurs petits commerces, dont un magasin de souvenirs et un restaurant.
Après un stage auprès d'Amnesty International, Golriz Ghahraman poursuit ses études supérieures à l'université d'Oxford au Royaume-Uni, où elle obtient un master en droits humains,. Elle devient ensuite avocate de la défense à Manukau, en banlieue d'Auckland puis procureur pour les Nations unies. Elle poursuit notamment les criminels de guerre ayant agi au Rwanda, en Yougoslavie et sous les ordres des Khmers Rouges au Cambodge,,,. Pendant ses différentes missions, elle vit à Arusha en Tanzanie ainsi qu'au Cambodge. Elle réalise après quelques années à l'étranger que son éloignement de la Nouvelle-Zélande et son impossibilité de rentrer en Iran l'empêche de pouvoir se sentir chez elle dans un pays. Elle décide alors de revenir vivre en Nouvelle-Zélande en 2012,,. La politique du gouvernement conservateur du Premier ministre John Key l'inquiète, en particulier pour son action relative à la pauvreté enfantine, à l'environnement et au charbon, ainsi qu'à la préservation de la démocratie. La situation politique du pays la convainc de s'engager en politique,.
Elle se présente aux élections législatives de 2017 sur la liste du Parti vert. Les « votes spéciaux » incluant les électeurs de l'étranger et comptabilisés après les élections lui permettent d'entrer au Parlement le 7 octobre 2017. Elle devient ainsi la première députée réfugiée du pays,.
En janvier 2024, accusée de vol à l’étalage dans un magasin de vêtements de luxe à Auckland, Golriz Ghahraman annonce se retirer de ses fonctions jusqu’à ce que l’affaire soit résolue par la police. Elle finit par démissionner,. Elle est par la suite visée par deux autres accusations de vol à l'étalage.

## Vie privée
De 2016 à 2020, Golriz Ghahraman partage sa vie avec l'humoriste néo-zélandais Guy Williams.
Ses parents sont tous deux de confession musulmane bien que non pratiquants. Son père est chiite et sa mère kurde sunnite. Golriz Ghahraman se décrit comme agnostique ou athée. Bien qu'elle ne soit pas elle-même musulmane, elle considère être atteinte par les mêmes discriminations que les musulmans.